# Alexandra Volkonskaja
Alexandra Nikolajevna Volkonskaja, född 1757, död 1835 (n.s.), var en rysk hovfunktionär.
Hon var dotter till furst Nikolaj Repnin och Natalya Alexandrovna Kurakina och gifte sig 1778 med furst Grigory Semyonovich Volkonsky. Hennes son deltog i decembristupproret och förvisades till Sibirien. 
Hon beskrivs som en dominant och pliktdominerad personlighet. Hennes make var guvernör i Orenburg 1803–1817, medan hon föredrog att leva vid hovet: efter att hon 1824 blev änka bodde hon permanent i själva palatset. Hon var hovmästarinna för de tre storfurstinnornas hovstat 1808–1834 och figurerade ofta i offentliga sammanhang. Hennes långa hovtjänst gjorde att hon kom att behandlas ungefär som en familjemedlem av tsarfamiljen. Volkonskaya ägnade sitt liv åt sin karriär vid hovet, och omnämns som sådan i samtida hovmemoarer. 